# Cristian Castro
Christian Sainz Valdes Castro (né le 8 décembre 1972 à Mexico), mieux connu sous le nom de Cristian Castro est un chanteur pop et occasionnellement acteur mexicain. Il est le fils de l'actrice et chanteuse mexicaine Verónica Castro et de Manuel Valdés. Il est neveu de l'acteur Ramón Valdés (connu pour incarner le personnage de Don Ramón dans la série télévisée El Chavo del Ocho) et du célèbre doubleur de Walt Disney Pictures, Germán Valdés. Il est neveu, du côté de sa mère, du producteur de télévision mexicain José Alberto Castro.

## Biographie
Né à Mexico, il est le fils de l'actrice et chanteuse Verónica Castro et du comédien Manuel "El Loco" Valdes. Castro a également un frère cadet nommé Michelle Sainz Castro. Son oncle est José Alberto Castro et sa tante est Beatriz Castro; les deux sont des producteurs. Comme un bébé, il a fait ses débuts d'acteur avec elle au cours de la telenovela nommé El Derecho de Nacer. Peu de temps après, il est apparu dans une publicité télévisée avec elle et dans la version mexicaine de l'émission de Broadway Mame avec l'actrice Silvia Pinal.
Castro est l'un des artistes latins les plus vendus et a travaillé avec les producteurs latins Kike Santander, Rudy Pérez et Richard Daniel Roman. En 1984, Castro fit sa première apparition à la télévision en tant que chanteur au concours pour enfants de Televisa, Juguemos a Cantar, mais il ne se qualifia pas pour la finale à cause de son jeune âge.
Castro a commencé sa carrière de chanteur professionnel en 1992 avec la sortie d' Agua Nueva à l'âge de 18 ans. Après avoir joué dans plusieurs telenovelas et enregistré quelques albums à l'adolescence, il a commencé son "internationalisation" en 1993, en commençant par des concerts à Porto Rico. Castro a dédié une chanson à ce pays dans son deuxième album, Un Segundo En El Tiempo, intitulé Porto Rico comme un moyen de remercier le public portoricain de son soutien à sa carrière. Il a modifié son chant de la voix grave qu'il a employée à Agua Nueva à une voix plus douce. Sa chanson " Nunca Voy a Olvidarte"("Je ne t'oublierai jamais") est devenu son premier succès numéro un du classement Hot Latin Tracks en 1993 et l'a aidé à commencer sa carrière. Il est devenu une idole internationale des adolescents et un symbole sexuel après avoir commencé sa tournée. Il a été nommé pour Pop Nouvel Artiste de l'année aux Lo Nuestro Prix de 1993. 
En 1994, Cristian a publié El Camino del Alma . L’album à succès "Mañana" ("Demain") a été composé par le chanteur mexicain Juan Gabriel (" Mañana, Mañana "). En 1995, il faisait partie de l'album de compilation Boleros: Por Amor y Desamor écrit et produit par Jorge Avendaño Luhrs , enregistrant " Vuélveme a Querer ", numéro 2 sur le titre Hot Latin Tracks (retenu par le premier single d' Enrique Iglesias Si tu te vas ). En 1996, Cristian a publié El Deseo De Oir Tu Voz ( Le désir d’entendre votre voix) qui présentait des titres tels que "Morelia", "Amor", "Amarte a Ti" et la chanson titre. Lors de la 9ème édition des Lo Nuestro Awards , Castro a reçu une nomination au titre d’artiste pop masculin de l’année. Cristian a également réalisé des thèmes d'ouverture pour les telenovelas, tels que Morelia (1994) Angela (1998) et Mujer De Madera ( Femme de bois ) (2004).